# 白斑草原毛虫
白斑草原毛虫（学名：Gynaephora selenitica）是毒蛾科一种蛾的幼虫。它生活区域从欧洲中部到欧洲东部至乌拉尔区域。在欧洲西部、欧洲南部和斯堪的纳维亚没有被发现。
翼展雄性为20-25毫米，雌性30-35毫米。成蛾5月到6月有翅膀。

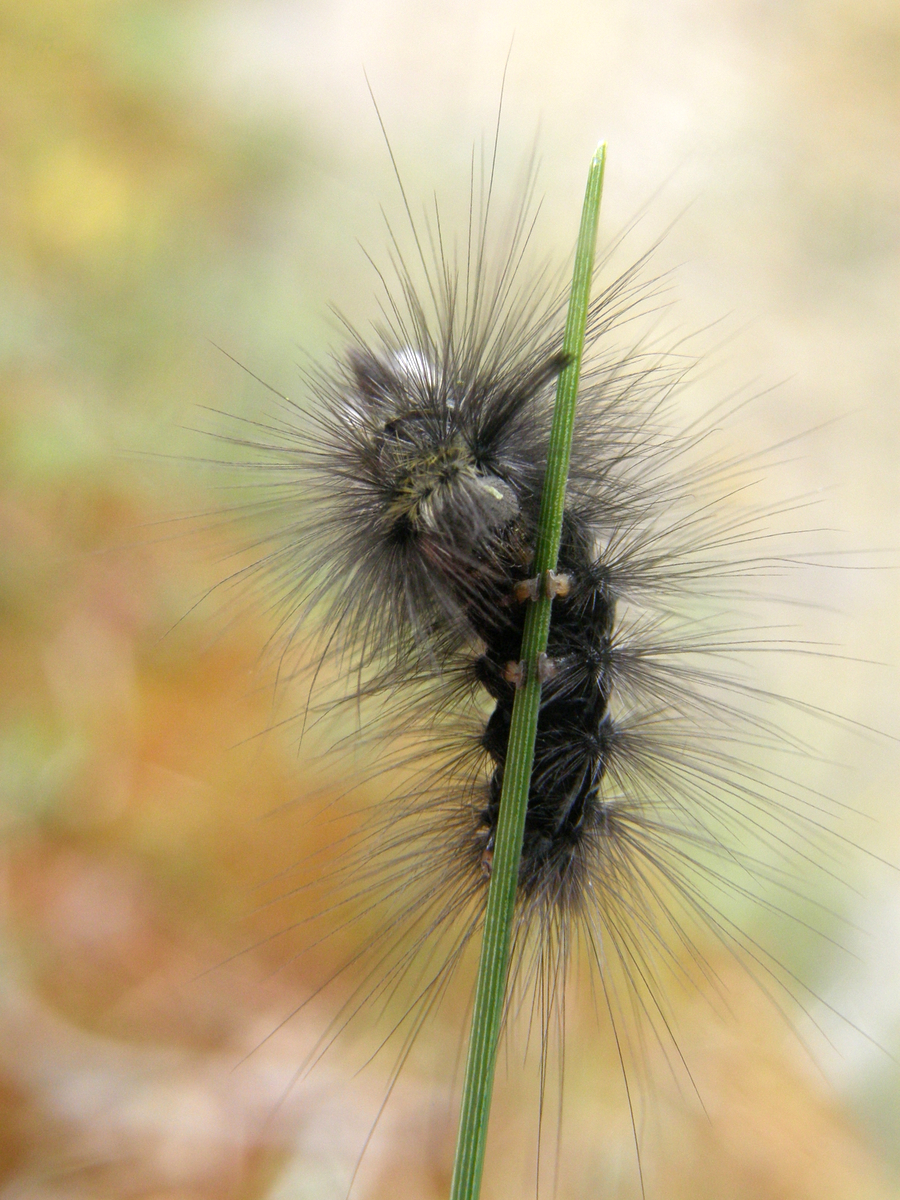
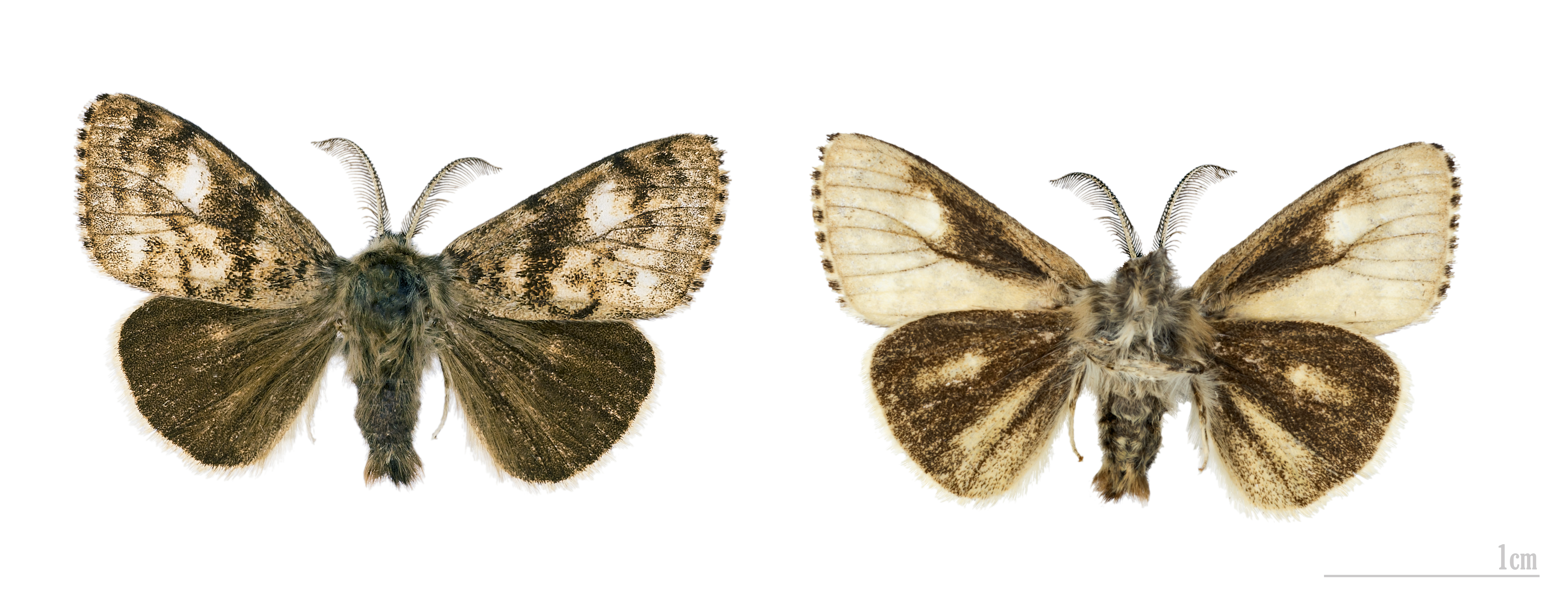
♂

幼虫食物多样性，主要以豆科植物为食（包括百脉根属、小冠花属、Hippocrepis和驴食草属），以及各种灌木（黑刺李、柳树、越橘属、帚石楠和蔷薇属）和其他植物（菊科、委陵菜属）。幼虫生活在4月到7月。 该物种以幼虫阶段过冬。